# Campeonato Africano de Atletismo de 2014 - Salto com vara masculino
A prova do salto com vara masculino do Campeonato Africano de Atletismo de 2014 foi disputada no dia 13 de agosto de 2014 no Estádio de Marrakech  em Marrakech, no Marrocos. Participaram da prova 9 atletas. 

## Recordes
Antes desta competição, os recordes mundiais e do campeonato nesta prova eram os seguintes:
|                       | Nome              | Nacionalidade | Altura  | Local   | Data                   |
| --------------------- | ----------------- | ------------- | ------- | ------- | ---------------------- |
| Recorde mundial       | Renaud Lavillenie | França        | 6m 16cm | Donetsk | 5 de fevereiro de 2014 |
| Recorde do campeonato | Okkert Brits      | África do Sul | 5m 40cm | Durban  | 1993                   |
| Recorde do campeonato | Okkert Brits      | África do Sul | 5m 40cm | Dakar   | 21 de agosto de 1998   |
| Recorde africano      | Okkert Brits      | África do Sul | 6m 03cm | Colônia | 18 de agosto de 1995   |

Os seguintes recordes foram estabelecidos durante esta competição:
| Data         | Evento | Atleta       | Nacionalidade | Altura  | Notas                 |
| ------------ | ------ | ------------ | ------------- | ------- | --------------------- |
| 13 de agosto | Final  | Cheyne Rahme | África do Sul | 5m 41cm | Recorde do campeonato |

## Medalhistas
| Ouro               | Prata                  | Bronze                  |
| Cheyne Rahme (RSA) | Mohamed Romdhana (TUN) | Mouhcine Cheaouri (MAR) |

## Cronograma
Todos os horários são locais (UTC+1).
| Data         | Hora  | Evento |
| ------------ | ----- | ------ |
| 13 de agosto | 18:20 | Final  |

## Resultado final
| Posição           | Atleta             | Nacionalidade | 4.00 | 4.20 | 4.60 | 4.70 | 4.80 | 4.90 | 5.00 | 5.05 | 5.10 | 5.41 | 5.55 | Resultados | Notas                 |
| ----------------- | ------------------ | ------------- | ---- | ---- | ---- | ---- | ---- | ---- | ---- | ---- | ---- | ---- | ---- | ---------- | --------------------- |
| Medalha de ouro   | Cheyne Rahme       | África do Sul | –    | –    | –    | –    | –    | –    | o    | o    | o    | o    | xxx  | 5.41       | Recorde do campeonato |
| Medalha de prata  | Mohamed Romdhana   | Tunísia       | –    | –    | –    | –    | o    | –    | o    | –    | xxx  |      |      | 5.00       |                       |
| Medalha de bronze | Mouhcine Cheaouri  | Marrocos      | –    | –    | –    | –    | xo   | –    | o    | –    | xxx  |      |      | 5.00       |                       |
| 4                 | Hichem Cherabi     | Argélia       | –    | –    | –    | –    | –    | xo   | xxx  |      |      |      |      | 4.90       |                       |
| 5                 | Samir El Mafhoum   | Marrocos      | –    | –    | xxo  | –    | o    | –    | xxx  |      |      |      |      | 4.80       |                       |
| 6                 | Rabia El Housni    | Marrocos      | –    | –    | xo   | xo   | xxo  | –    | xxx  |      |      |      |      | 4.80       |                       |
| 7                 | Nabil Ben Sikhaled | Argélia       | –    | –    | –    | xo   | xxx  |      |      |      |      |      |      | 4.70       |                       |
| 8                 | Juan de Swardt     | África do Sul | –    | –    | xxo  | xxx  |      |      |      |      |      |      |      | 4.60       |                       |
| 9                 | Samson Basha       | Etiópia       | o    | xxx  |      |      |      |      |      |      |      |      |      | 4.00       |                       |

Legenda
| Recorde mundial       | Recorde mundial (World record)               |                       | Recorde africano                      | Recorde africano (African) |                                           | Q | Classificado por posição (Qualified) |
| Recorde do campeonato | Recorde do campeonato (Championship record)  | Recorde da América    | Recorde da América (Americas)         | q                          | Classificado por melhor tempo (Qualified) |   |                                      |
| Melhor marca do ano   | Melhor marca do ano (World leading)          | Recorde asiático      | Recorde asiático (Asian)              | DNS                        | Não largou (Did not start)                |   |                                      |
| Recorde nacional      | Recorde nacional (National record)           | Recorde europeu       | Recorde europeu (European)            | DNF                        | Não terminou (Did not finish)             |   |                                      |
| Recorde pessoal       | Recorde pessoal do atleta (Personal best)    | Recorde da Oceania    | Recorde da Oceania (Oceania)          | DSQ / DQ                   | Desclassificado (Disqualified)            |   |                                      |
| Recorde da temporada  | Recorde da temporada do atleta (Season best) | Recorde sul-americano | Recorde sul-americano (South America) | NM                         | Sem marca (No mark)                       |   |                                      |